# 资本主义的历史

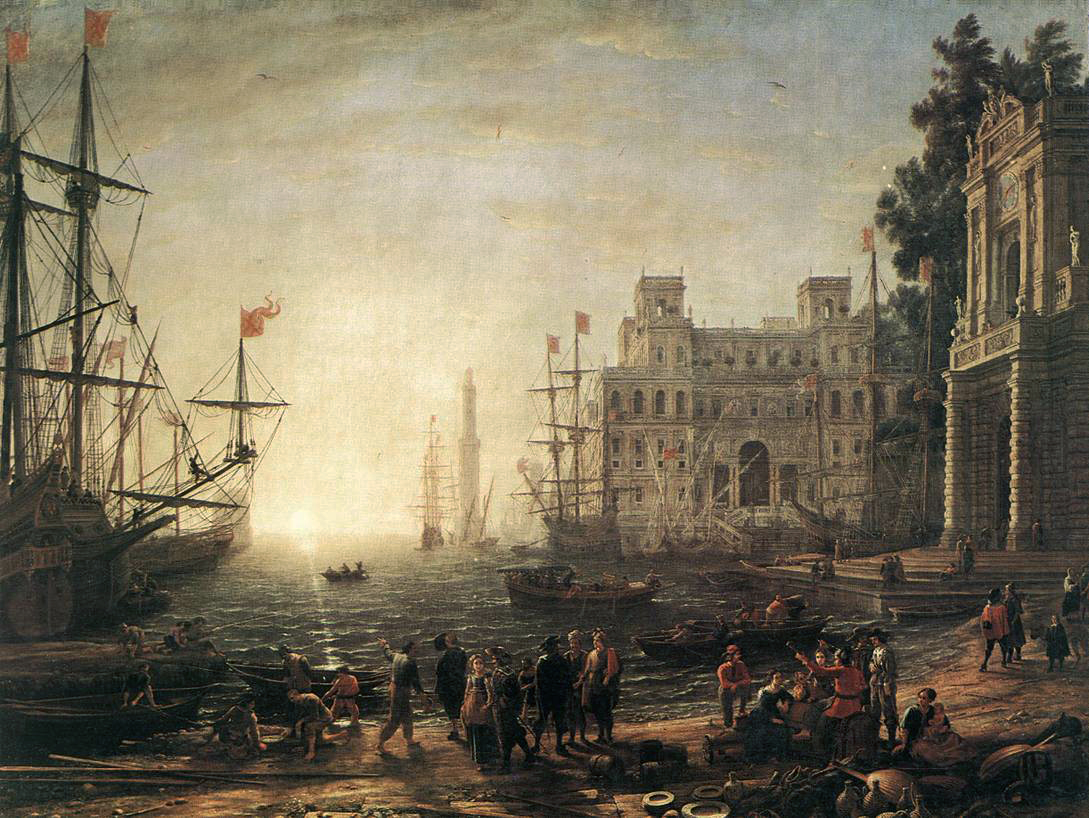
1638年描绘法国一海港的画作，时值重商主义的顶峰时期

资本主义的历史主要研究資本主義出現、發展及傳播過程。卡尔·马克思认为资本主义历史是人类历史发展的一个阶段。阶级斗争是资本主义主要特征，它是以资产阶级打败贵族阶级为标志，但是最终会被无产阶级所推翻。20世纪初的德国社会学家试图从文化上和宗教上对其起源予以解释。沃内·索巴是用犹太教的精神层面对其解释，马克斯·韦伯是用基督教的伦理学对其解释。近年来的历史学家，例如费尔南·布劳岱尔则致力于资本主义在人类文明中的演变的问题。资本主义自从中世纪来对于人类文明的进步起了很大作用。伴随着他的产生，资本主义的历史激起了很多的论战。例如一些政治和经济问题：帝国主义、殖民主义、不平等、经济危机、资产阶级剥削，还有民主、自由、发展、富裕这些词的大量的涌出。
資本主義史研究的主要問題包括：資本主義與歷史偶然事件或人類本性的聯繫；資本主義的起源於城市的貿易中還是農村生產關係中；階級對立的影響及國家的作用；資本主義多大程度上是歐洲的創新；與歐洲帝國主義的關係；技術變革是否是資本主義產生的原因；資本主義是否是組織人類社會最有效的方式。
資本主義史學分為兩大學派，即以18世紀經濟學家亞當·斯密為代表的主張經濟自由主義的學派和以19世紀經濟學家卡爾·馬克思為代表的馬克思主義學派。自由主義學者傾向於將資本主義視為對人類自然行為的表達。他們認為這種已有數千年歷史的行為是推動人類發展最有效的方式，並傾向於將資本主義起源視為貿易和商業的結果，主張讓人們自由地培養企業家精神。馬克思主義學者傾向於將資本主義視為歷史上不同階級之間的關係體系，並且可以用其他能更好地服務於人類的經濟體係來代替。他們認為資本主義源於較有權勢的人控制了生產資料來強迫其他人將其勞動力作為商品出售的結果。

## 资本主义起源
资本主义起源于欧洲中世纪的城市经济。在交通便利但是又缺少农业土地资源的城市，商业与工业成为城市生存的唯一选择。威尼斯、佛罗伦萨、热那亚等意大利城市凭借其优越的地理位置，首先获得商业与工业的繁荣。十五世纪奥斯曼土耳其开始西征欧洲，欧洲被迫寻找新的通商航路，导致地理大发现。从此，欧洲商业中心逐步转移到位于莱茵河入海口的低地地区，出现了布鲁日、安特卫普、阿姆斯特丹等新的商业城市。商业带动工业的发展，订单的增加，促进工业生产规模不断扩大，家庭作坊发展到手工工场。少数城市经济的率先繁荣，引起思想家的关注和宣扬，逐步形成专门的致富理论。最先出现的是重商主义。

## 重商主义
早期重商主义代表著作是匿名作者《论英国本土的公共福利》（A Discourse of the common weal of this realm of England ）一书，写于1565年，初版于1581年。该书作者被认为是约翰·黑尔斯。该书主要观点是致富就是积累金银，用金银可以从市场购买各种所需要的东西。当然在市场销售东西，就可以获得金银。这意味着承认市场。